# Conferência Episcopal Portuguesa
A Conferência Episcopal Portuguesa (CEP) é o agrupamento dos bispos da Igreja Católica Romana em Portugal, organizando-se nos termos do cânone 447.º do Código de Direito Canónico  promulgado a 25 de Janeiro de 1983. A Conferência Episcopal Portuguesa agrupa todas as dioceses com sede em território sob soberania portuguesa, tendo o seu estatuto jurídico civil no ordenamento jurídico português reconhecido pelo artigo 8.º da Concordata de 2004.

## Enquadramento institucional
O Código de Direito Canónico estabelece que uma Conferência Episcopal é a uma instituição permanente, constituindo-se como o agrupamento dos Bispos de uma nação ou determinado território, que exercem em conjunto certas funções pastorais a favor dos fiéis do seu território, a fim de promoverem o maior bem que a Igreja oferece aos homens, sobretudo por formas e métodos de apostolado convenientemente ajustados às circunstâncias do tempo e do lugar, nos termos do direito (cân. 447.º). Esta definição é reforçada na Carta Apostólica Apostolos Suos, de 21 de Maio de 1998, que clarifica o estatuto teológico e jurídico das Conferências Episcopais, definindo-as como instituições de direito eclesiástico e não como órgão supranacional que condicione a acção dos Bispos nas suas Dioceses.
Aquela Carta Apostólica estabelece no seu §20 que:
Na Conferência Episcopal, os Bispos exercem conjuntamente o ministério episcopal em benefício dos fiéis do território da Conferência; mas, para que tal exercício seja legítimo e obrigatório para cada um dos Bispos, é necessária a intervenção da autoridade suprema da Igreja, que, através da lei universal ou de mandatos especiais, confia determinadas questões à deliberação da Conferência Episcopal. Os Bispos, tanto singularmente como reunidos em Conferência, não podem autonomamente limitar o seu poder sagrado em favor da Conferência Episcopal, e menos ainda duma parte dela, quer esta seja o Conselho Permanente, uma comissão, ou o próprio Presidente. Esta verdade está patente na norma canónica relativa ao exercício do poder legislativo dos Bispos reunidos em Conferência Episcopal. A Conferência Episcopal apenas pode fazer decretos gerais nos casos em que o prescrever o direito universal ou quando o estabelecer um mandato peculiar da Sé Apostólica por motu proprio ou a pedido da própria Conferência. Caso contrário, mantém-se íntegra a competência de cada Bispo diocesano, e nem a Conferência nem o seu Presidente podem agir em nome de todos os Bispos, a não ser que todos e cada um hajam dado o consentimento.

## Relação com o Estado português
Pelo artigo 8.º da Concordata de 2004, a Santa Sé e o Estado português conferem um papel de destaque institucional à CEP a nível civil, permitindo no âmbito das suas competências que ela possa celebrar acordos e protocolos com o Estado e estabelecendo que a CEP poderá ser ouvida nos assuntos respeitantes à Concordata e noutros que tenham implicações para a acção da Igreja Católica em Portugal e na sua relação com a sociedade civil.

## Presidentes
1. Cardeal Manuel Gonçalves Cerejeira, Cardeal-Patriarca de Lisboa (1958–1972)
2. Manuel de Almeida Trindade, Bispo de Aveiro (1972–1975)
3. Cardeal António Ribeiro, Cardeal-Patriarca de Lisboa (1975–1981)
4. Manuel de Almeida Trindade, Bispo de Aveiro (1981–1987)
5. Cardeal António Ribeiro, Cardeal-Patriarca de Lisboa (1987–1993)
6. João Alves, Bispo de Coimbra (1993–1999)
7. Cardeal José da Cruz Policarpo, Cardeal-Patriarca de Lisboa (1999–2005)
8. Jorge Ferreira da Costa Ortiga, Arcebispo Primaz de Braga (4 de Abril de 2005–3 de Maio de 2011)
9. Cardeal José da Cruz Policarpo, Cardeal-Patriarca de Lisboa (3 de Maio de 2011–18 de Maio de 2013)
10. Cardeal Manuel Clemente, Cardeal-Patriarca de Lisboa (19 de Junho de 2013–16 de Junho de 2020)
11. José Ornelas Carvalho, Bispo de Setúbal e Bispo de Leiria-Fátima (16 de Junho de 2020–presente)